# Wioślarstwo na Igrzyskach Azjatyckich 1986
Zawody wioślarskie na igrzyskach Azjatyckich 1986 rozegrano w Hanam w dniach 22 września - 25 września, na terenie "Misari Regatta".

## Tabela medalowa
| Poz.  | Państwo          |   |   |   | Łącznie |
| ----- | ---------------- | - | - | - | ------- |
| 1.    | Chiny            | 7 | 1 | 0 | 8       |
| 2.    | Japonia          | 1 | 3 | 4 | 8       |
| 3.    | Korea Południowa | 0 | 4 | 4 | 8       |
| Razem | Razem            | 8 | 8 | 8 | 24      |

## Wyniki

### Mężczyźni
| Konkurencja           | | | |
| --------------------- | --- | --- | --- |
| Jedynka               | Liu Qun                                                                                                  | Shunsuke Horiuchi | Go Dong-hi |
| Dwójka bez sternika   | Satoru Miyoshi Tadashi Abe                                                                               | Gu Jiahong Tang Hongwei | Lee Sang-gyu Yoo Seong-joon |
| Dwójka ze sternikiem  | Chen Lianjia Wang Hongbing Yan Jun                                                                       | Hidekazu Hayashi Hiroyoshi Matsui Tokuhisa Watai                                                                                                 | Jeong In-kyo Sin Seung-ho Hyun Song-in                                                                                            |
| Czwórka ze sternikiem | Li Jianxin Gao Yuhua Wang Hongbing Yan Jun Chen Zhiqiang                                                 | Lee Bong-su Lee Hae-dal Lee Sung-kyun Kim Woong-hak Sun Woo-sang                                                                                 | Akihisa Hirata Hiromitsu Fukagawa Kunihiko Obayashi Masahiko Nomura Tomoyuki Okano                                                |
| Ósemka                | Li Jianxin Gao Yuhua Chen Zhiqiang Zheng Kangsheng Yu Hanqiao Xu Quan Wang Xinyue He Dongjiang Zhu Ledan | Eiichi Tsukinoki Hideaki Maeguchi Iwayuki Hirota Katsuyuki Kato Motohisa Kyuno Setsuo Morizane Toshihiko Yagi Toshihiro Murakami Yukiyori Ishita | Chung Boo-young Kim Gyu-hwan Lee Hong-keun Lim Jong-soon Lee Jung-kwea Park Seung-deuk Park Sung-lae Park Sung-kuk Jeong Yeon-kil |

### Kobiety
| Konkurencja           |                                                   |                                                                       |                                                                |
| --------------------- | ------------------------------------------------- | --------------------------------------------------------------------- | -------------------------------------------------------------- |
| Jedynka               | Chen Changfeng                                    | Han Hye-soon                                                          | Ayuko Tanaka                                                   |
| Dwójka bez sternika   | Yang Xiao Zhang Xiuying                           | Kong Jeong-bae Kim Hae-kyung                                          | Yoshiko Kawamori Yuri Yajima                                   |
| Czwórka ze sternikiem | Li Ronghua He Li Zhou Xiuhua Ma Yumin Li Hongbing | Lee Byeong-in Kook In-sook Kang Min-heung Joung Mong-ock Nam Sang-lan | Kaoru Seki Mayumi Oku Mieko Sakurai Miki Fujiyama Sayoko Enoki |